# Mârșani (gmina)
Mârșani – gmina w Rumunii, w okręgu Dolj. Obejmuje tylko jedną miejscowość Mârșani. W 2011 roku liczyła 4745 mieszkańców.